# Pădurea Manafu
Pădurea Manafu este o rezervație naturală de tip forestier (categoria a IV-a IUCN) înființată în 1954 și declarată arie protejată prin Legea Nr.5 din 6 martie 2000 (privind aprobarea Planului de amenajare a teritoriului național - Secțiunea a III-a - zone protejate). Aceasta are o suprafață de 28 ha și reprezintă un șleau de câmpie de tip cereto-gârniteț. 

## Localizare
Aria naturală se află în vestul satului Valea Bujorului din comuna Izvoarele, județul Giurgiu, în bazinul pârâului Ismar, afluent de dreapta al Câlniștei.
Deși situată în Câmpia Burnazului, ca și rezervația Comana, pădurea Manafu dispune de condiții de mediu ușor diferențiate. Astfel, solurile aparțin grupei cernoziomurilor argiloluviale, pe alocuri apărând insule de soluri freatic-umede, care explică existența insulelor de vegetație higrofilă din cadrul rezervației.

## Biodiversitate
Stratul arborescent al rezervației este alcătuit din amestecuri naturale de cer (Quercus cerris), gârniță (Quercus frainetto) și stejar brumăriu (Quercus pedunculiflora) sau plantații pure de salcâm (Robimia pseudacacica). Subarboretul este reprezentat de porumbar (Prunus spinosa), păducel (Crataegus monogyna), lemn câinesc (Ligustrum vulgare), scumpie (Cotinus coggygria). Stratul erbaceu al pădurii este alcătuit din speciile caracteristice silvostepei și anume: firuța (Poa pratensis), păiușul (Festuca valesiaca, Festuca pseudovina), violetele nemirositoare (Viola hirta), brebeneii (Corydalis solida).
În luminișuri, care sunt foarte frecvente în pădure, în lunile mai-iunie, vizitatorul este impresionat de roșul aprins al bujorului românesc (Paeonia peregrina).
În pădurea Manafu, împreună cu pădurile Albele (Petru Rareș) și Ghimpețeanca (Ghimpați), au fost colonizați fazani (Phasianus sp.) și căprioarele (Capreolus capreolus), devenind astfel și un important centru cinegetic. Acest fapt însă a atras după sine mari prejudicii asociațiilor de bujor românesc.